# Samhällsvetenskapliga biblioteket

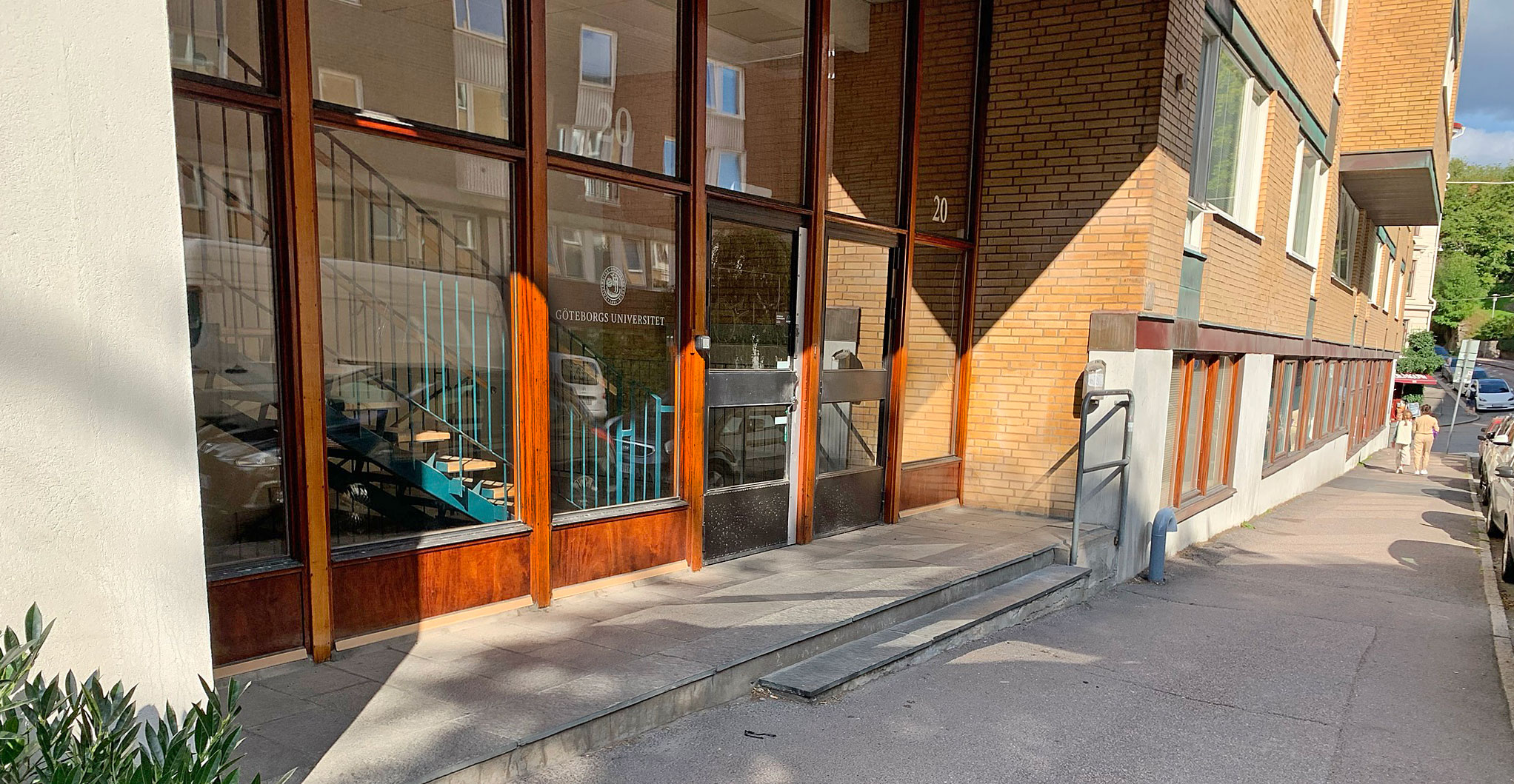
Entré till Samhällsvetenskapliga bibliotekets tillfälliga lokaler på Föreningsgatan 20.

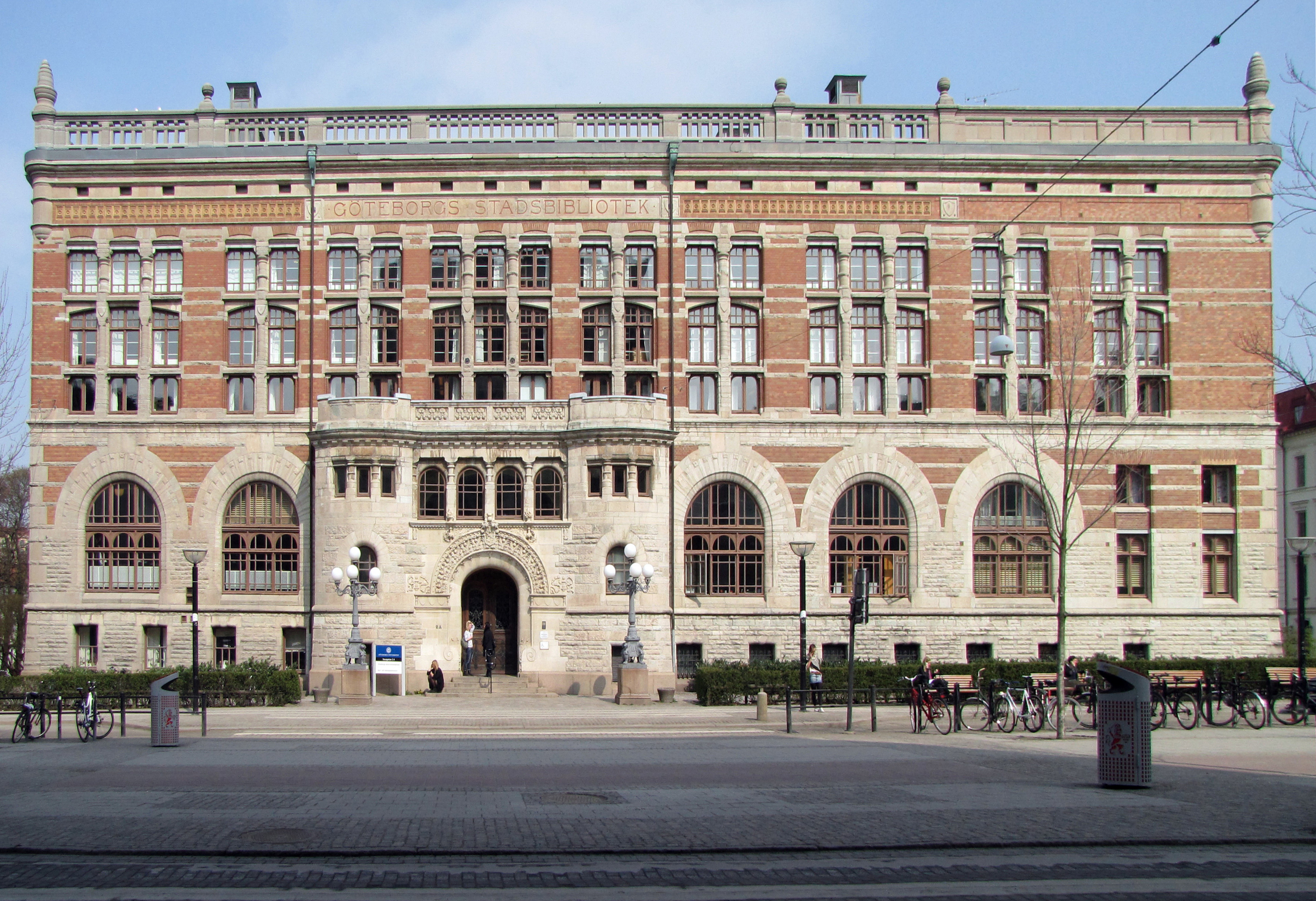
Samhällsvetenskapliga biblioteket, före detta Kurs- och tidningsbiblioteket, före detta Göteborgs stadsbibliotek.

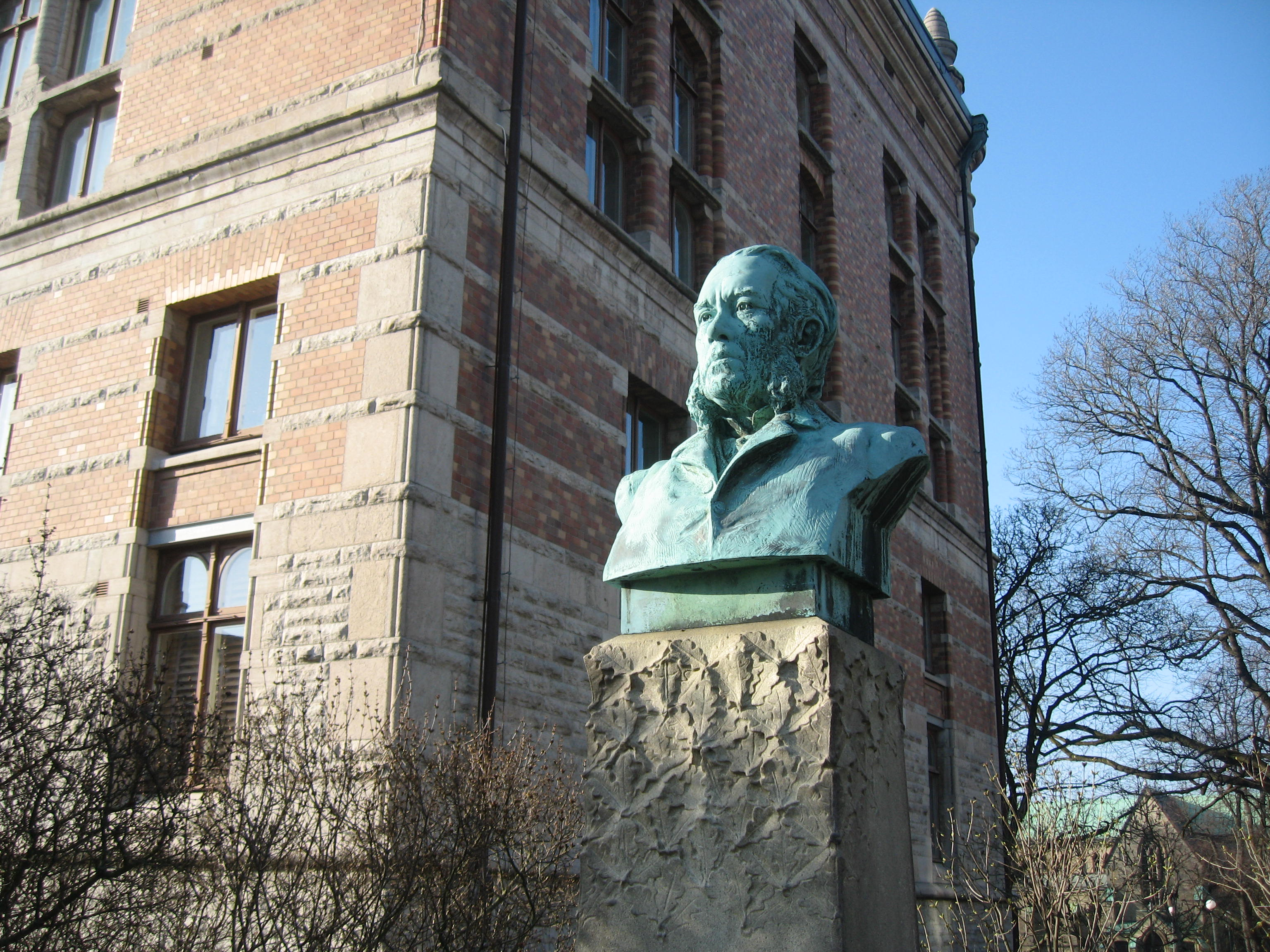
Per Hasselbergs byst av Sven Adolf Hedlund vid tillbyggnaden från 1926.

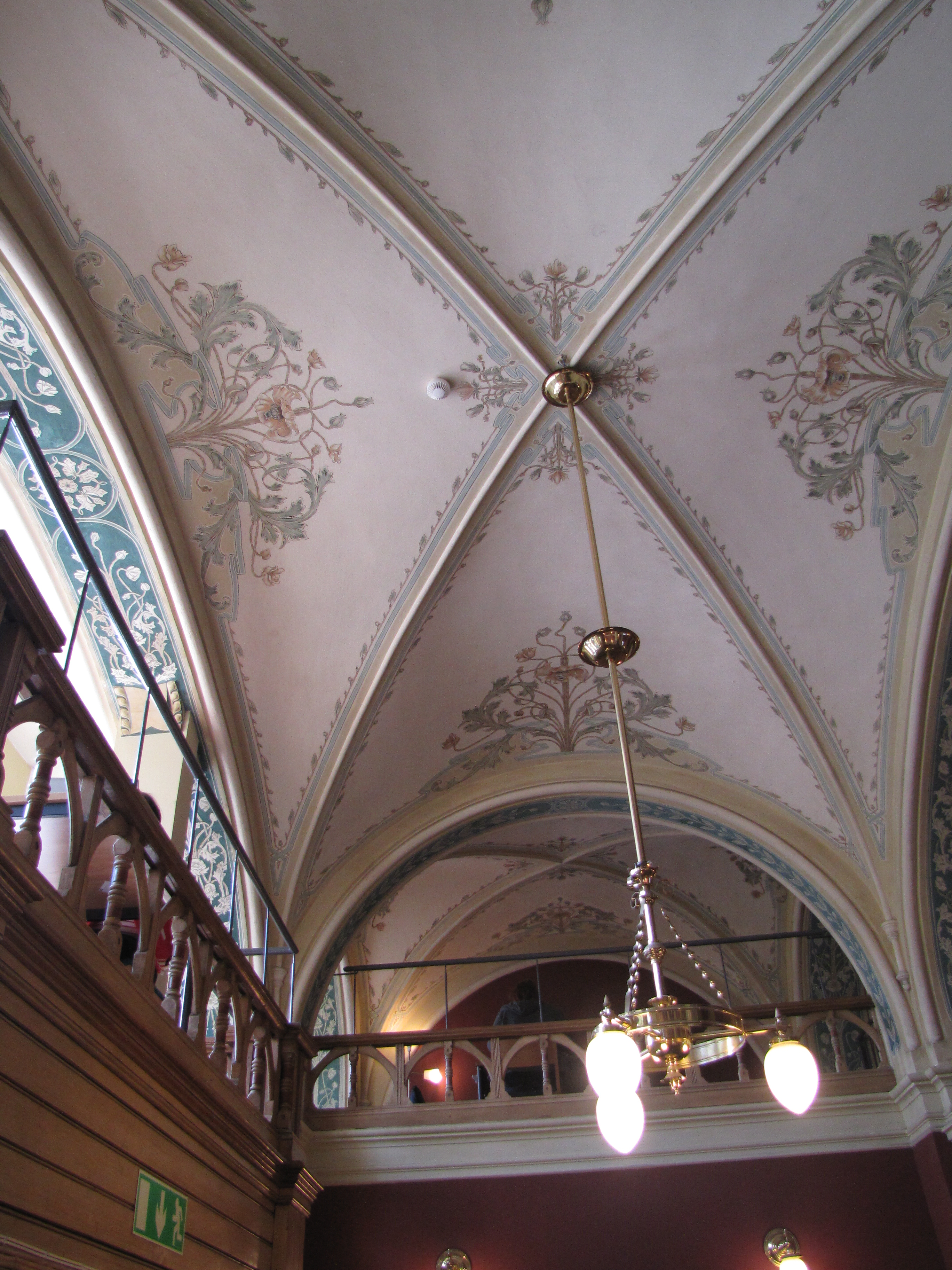
Takmålning i trapphuset vid entrén.

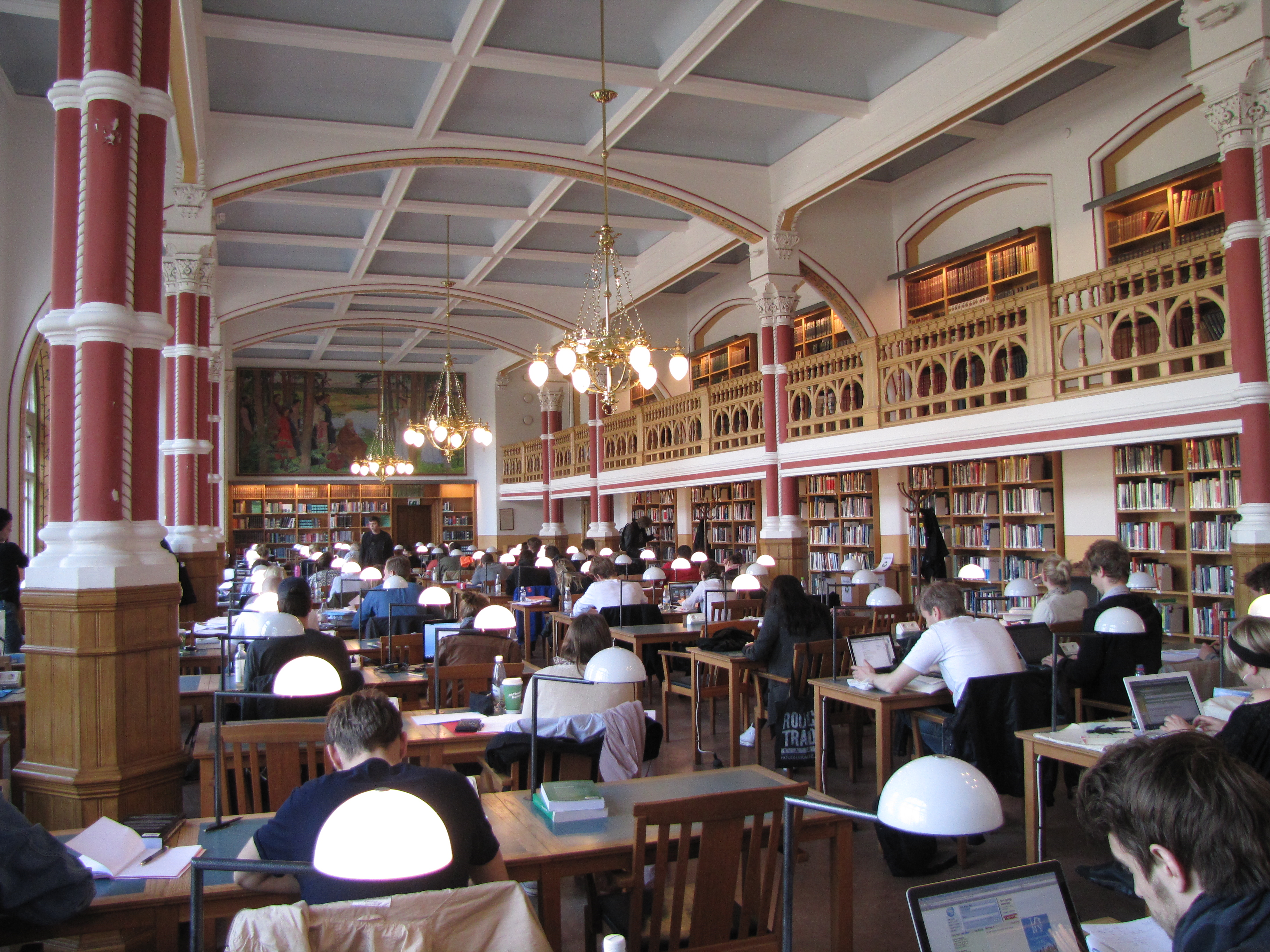
Stora läsesalen med väggmålning av Carl Wilhelmson i fonden.

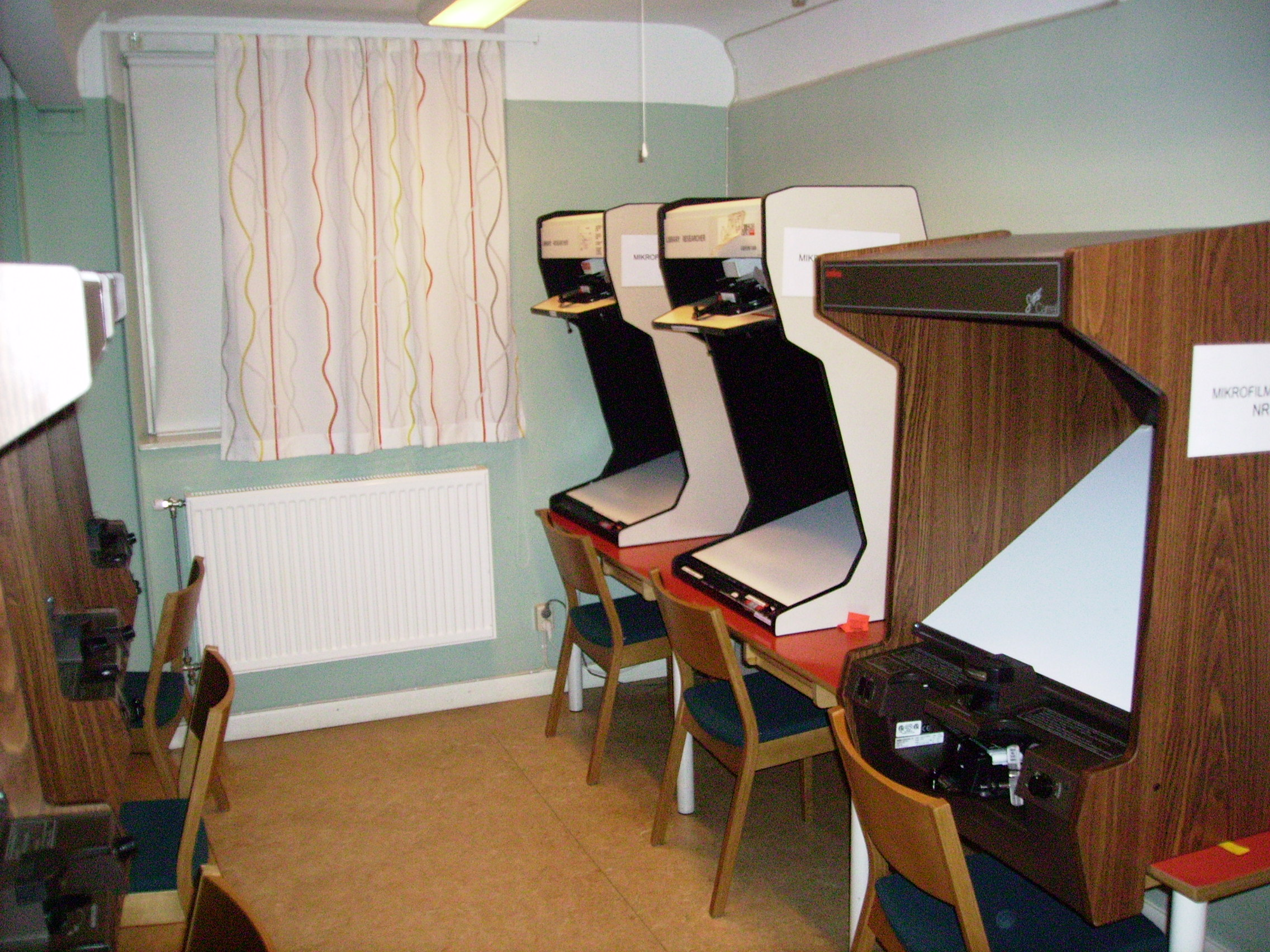
Interiör. Läsapparater för mikrofilm.

Samhällsvetenskapliga biblioteket är en del av Göteborgs universitetsbibliotek. På grund av Västlänksarbetet har Samhällsvetenskapliga biblioteket flyttat till tillfälliga lokaler på Föreningsgatan 20. Bibliotekets ordinarie lokaler på Vasagatan 2A har för tillfället endast studieplatser samt erbjuder vägledning och stöd i digitala samlingar och tjänster.
Samhällsvetenskapliga bibliotekets ordinarie byggnad på Vasagatan, tidigare Kurs- och tidningsbiblioteket (KTB) och Stadsbiblioteket, ritades av arkitekt Hans Hedlund och uppfördes av byggmästare Joachim Dähn med start i februari 1898 och invigdes 6 oktober 1900 under namnet Göteborgs stadsbibliotek. Byggnaden blev tillbyggd 1926 efter ritningar av arkitekt Björner Hedlund.

## Historik

### Bakgrund
Byggnaden uppfördes som det första av Göteborgs stadsbibliotek och var då en direkt fortsättning på Göteborgs Musei Bibliotek som inrymdes i Göteborgs museum i det Ostindiska huset vid Norra Hamngatan. Den 13 november 1890 fastställde Göteborgs stadsfullmäktige reglementet för Göteborgs Stadsbibliotek (Göteborgs Musei och Högskolas förenade bibliotek). Genom detta reglemente bestämdes att Göteborgs Musei Bibliotek samt Göteborgs högskolas bibliotek skulle slås samman och bilda Göteborgs Stadsbibliotek.
Som en tillfällig lösning hyrdes 1894 en lägenhet vid Södra Hamngatan 15 med sammanlagt 17 rum i den andra - och en mindre del av den tredje våningen - samt inreddes för bibliotekets ändamål, och 30 april samma år öppnades det första Göteborgs stadsbibliotek, om än ett provisorium.
Den 20 december 1894 beviljade stadsfullmäktige 200 000 kronor till uppförande av en biblioteksbyggnad, 50 000 kronor till bokinköp och 100 000 kronor till en biblioteksfond. Det var genom en utdelning ur den Renströmska fonden som projektet kunde bli av. Ärendet kom upp hos stadsfullmäktige den 15 oktober 1896, då man beslutade att med 34 röster mot 15 skänka en tomt för ändamålet vid Hagatorget (nuvarande platsen) på 5 570 kvadratmeter.
Ytterligare bidrag kom från August Röhss, Robert Dickson, Caroline Wijk, Pontus Fürstenberg, David Carnegie & Co., Johansson & Carlander samt J. Edvin Levisson som skänkte 34 000 kronor för att byggnaden skulle få kalksten i fasaderna och kort därefter överlämnade I. Wærn, Erik Wijk samt firma Larsson, Seaton & Co. 3 000 kronor för utbyte mot ett tegel som gick bättre ihop med kalkstenen.

### Själva huset
Huset har en sockel av granit, och som fasad har använts gulbrunt Siegersdorfertegel och yxhultskalksten. Portalen är utförd i Ekebymarmor — en gåva av Yxhults stenhuggeriaktiebolag. I vestibulen finns två marmortavlor med namn på bibliotekets främsta gynnare. På den ena tavlan finns; Sven Renström, August Röhss, Anders Wilhelm Levgren, Pontus Fürstenberg, Carl Wijk, Melcher Lyckholm, Gabriel Heyman, och på den andra; Sven Adolf Hedlund, James J:son Dickson, Robert Dickson, D. Carnegie & Co., Carl Fredrik Wærn, Oscar Ekman, Sophie Ekman (född Kurck), Eric Hallin, Harald Bildt. De övre våningsplanen var lägre och avsedda som magasin. Entrépartiet utfördes i marmor med jugenddekor.
En viktig del i arkitekturen blev de välvda smårutsindelade fönstren i huvudvåningen. På stora läsesalens fondvägg placerades Carl Wilhelmsons målning "Allegori över Bildningen", bekostad av Pontus Fürstenberg. Salen hade 41 stycken besöksplatser. Vid öppnandet hade biblioteket cirka 7 000 hyllor, innehållande drygt 80 000 böcker. Tidningsårgångarna förvarades i källarvalven, och boktransporter mellan våningsplanen sköttes med en hiss.
Kostnaden för husbygget, inklusive inredning, slutade på 290 684 kronor.

### 1920-talets tillbyggnad
I samband med invigningen av den nya byggnaden, ansåg man att utrymmet skulle vara tillräckligt för ungefär 40 år, och till en början inreddes också endast de två lägsta bokvåningarna. Åren 1918 och 1920 anmärkte dock de av Göteborgs stadsfullmäktige utsedda revisorerna, att utrymmena var otillräckliga. I slutet av 1920 fick professor Hans Hedlund i uppdrag att preliminärt beräkna kostnaderna för en tillbyggnad, och på våren 1921 presenterade Hedlund och dennes son Björner Hedlund en promemoria som innehöll fyra alternativa byggnadsförslag samt kostnadsberäkningar. Alternativen var: 
- 1. Tillbyggnad av en flygel mot öster och ett platt, men förstärkt tak
- 2. Tillbyggnad av båda flyglarna och ett platt tak
- 3. Tillbyggnad av en flygel mot öster och ett högt tak
- 4. Tillbyggnad av båda flyglarna och ett högt tak

Kostnaderna beräknades till: 1. 303 000 kronor 2. 591 000 kronor 3. 630 000 kronor och 4. 965 000 kronor. Styrelsen för biblioteket förordade det första och billigaste alternativet.
Den ursprungliga byggnaden hade så gott som uteslutande bekostats av pengar ur Renströmska fonden, varför det föll sig naturligt att också för tillbyggnaden begära anslag ur samma fond, eftersom en ny utdelning väntades 1921. Den 29 april samma år beslutades om att 303 000 kronor skulle användas enligt det av arkitekterna Hedlund presenterade, första alternativet, och 30 juni beslutade stadsfullmäktige att bifalla motionen, dock reducerad till 200 000 kronor och på vissa villkor.   
Först på hösten 1923 startade byggprocessen, då de arkitekterna lämnade en förslagsskiss som 30 januari 1924 godtogs av styrelsen med vissa förbehåll. Mer detaljerade byggnadsritningar av arkitekten Björner Hedlund godkändes av styrelsen 17 april 1924 och av byggnadsnämnden 6 maj samma år. En entreprenad utlystes till 2 december 1924, men även det lägsta anbudet översteg det tillgängliga beloppet. Resultatet blev efter diverse turer att byggnadsfirman F O Peterson & Söner förklarade sig beredda att uppföra tillbyggnaden för 230 000 kronor. Tillkom gjorde diverse anläggningar, arkitektarvoden med mera, varför summan steg till 285 000 kronor. Eftersom byggnadsfonden med räntor endast uppgick till 220 000 kronor och att bygget omgående måste startas, begärde styrelsen ett anslag av skattemedel på 65 000 kronor. Beloppet prutades till 56 000 kronor, vilket beviljades av stadsfullmäktige 5 mars 1925. Den 16 april samma år godkände stadsfullmäktige ritningarna, och byggnadsarbetet påbörjades. Den 15 juli 1926 blev byggnadsarbetet slutbesiktigat, och kostnaderna hade då uppgått till 281 445 kronor. Anslag för inredning beviljades 2 juni 1926 med 64 000 kronor.
Vid de undersökningar som 1924 gjordes för tillbyggnaden, upptäckte man att pålningen under den ursprungliga byggnaden till stor del var uppruttna. Svåra sättningssprickor konstaterades även, särskilt för den norra fasaden. Stadsfullmäktige anslog samma år 12 000 kronor för förstärkningsarbeten. Skadorna var dock av mycket större omfattning än man först trott, varför anslaget ökades till 31 000 kronor.

### Efter stadsbibliotekets flytt 1954
Den 29 maj 1954 stängdes Stadsbiblioteket vid Vasagatan för överflyttning till en ny byggnad vid Näckrosdammen, bakom Götaplatsen. Nya Göteborgs Stadsbibliotek öppnades därefter 14 juni samma år.
Åren 1954–94 användes byggnaden vid Hagaplan av Samskolan, Stadsarkivet och Göteborgs museer. Därefter renoverades byggnaden 1994–95, varefter den i september 1995 öppnades som en enhet inom universitetsbiblioteket, nu som filialbibliotek under Centralbiblioteket. Kurs- och tidningsbibliotekets verksamhet var att tillhandahålla "[...] kurslitteratur och dagstidningar.", i första hand för studenter inom det samhällsvetenskapliga ämnesområdet.
I augusti 2013, efter en omfattande ombyggnation och renovering, bytte biblioteket namn till Samhällsvetenskapliga biblioteket.